# A&G GAME MASTER GT-R
『A&G GAME MASTER GT-R』（エーアンドジー ゲームマスター ジーティーアール）は、2008年10月10日から2014年10月3日まで文化放送超!A&G+で放送されていた簡易動画付きラジオ番組。
本項では、姉妹番組『A&G GAME MASTER GT-R AMspec』（エーアンドジー ゲームマスター ジーティーアール エーエムスペック）についても紹介する。

## 番組概要
世の中に存在するありとあらゆるゲームを120%楽しむラジオ番組。「GT-R」は、番組コンセプトの「ゲームを楽しむラジオ」の略。「あらゆるゲーム」を扱うため家庭用テレビゲーム以外にも、オンラインゲームやレクリエーションゲームなどを扱うこともある。
番組が開始された2008年10月5日から2010年4月4日までは文化放送でも、姉妹番組『A&G GAME MASTER GT-R AMspec』が放送されていた。生放送終了後に収録していた「AMspec」では、「GT-R」本編で放送した特集コーナーの編集版を放送していたほか、生放送で読めなかったメールを紹介していた。

### 放送時間
毎週放送
A&G GAME MASTER GT-R（超!A&G+）
- 2014年1月10日 - 2014年10月3日

金曜日 22:00 - 23:00（リピート放送: 土曜日 14:00 - 15:00、月曜日 10:00 - 11:00）
過去の放送時間
A&G GAME MASTER GT-R（超!A&G+）
- 2008年10月10日 - 2009年4月4日

金曜日 22:00 - 23:00（リピート放送: 土曜日 12:00 - 13:00)
- 2009年4月10日 - 2009年7月3日

金曜日 22:00 - 23:00（リピート放送: 土曜日 10:00 - 11:00、月曜日 10:00 - 11:00）
- 2009年7月10日 - 2014年1月3日

金曜日 22:00 - 23:00（リピート放送: 土曜日 15:00 - 16:00、月曜日 10:00 - 11:00）
A&G GAME MASTER GT-R AMspec（文化放送）
- 2008年10月5日 - 2010年4月4日

日曜日 21:30 - 22:00

### パーソナリティ・スタッフ
パーソナリティ
- 小野坂昌也 - 番組内肩書き「ゲームマスター」。「超!アニメロ」で放送されていた「まさや・ばんばん しぼりたて生!」終了以来の文化放送での生放送番組登場となる。

アシスタント
- 加藤英美里 - 隔週交代。番組内肩書き「ゲームハンター」（デジタル版第1回で、リスナーからのメールにより決定。それまでの仮称はゲーム偏食家）。
- 阿久津加菜 - 隔週交代。番組内肩書き「ゲーム乙女」（乙女ゲーム好きの意味）。

スタッフ
- 太田尾和也 - 3代目番組プロデューサー。（2013年4月12日 - ）
- 小原美穂 - 構成サブ作家。
- 坂本耕一 - 構成サブ作家。（2009年7月31日 - ）

過去のスタッフ
- 五島貴史 - 構成サブ作家。（ - 2009年7月24日）
- 高橋和也 - 初代番組プロデューサー。番組内では西海岸KAZと呼ばれていた。（ - 2010年4月2日）
- 荻原周平 - 2代目番組プロデューサー。（2010年4月9日 - 2013年4月5日）

## タイムテーブル
時刻は生放送の大まかな時間である。
2010年6月18日 -
- 22:00 タイトルコール・オープニング・GTバトルのお題発表
- 22:05 改めて挨拶・近況トーク・ふつおたなど
  - 三菱電機情報（ふつおた内、2011年8月26日 - 9月16日）
  - 三菱ディスプレイ presents The Terget（2012年7月4日 - 27日）
  - 22:10 討鬼伝 モノノフラジオ（2013年6月7日 - 6月28日）
- 22:15 The TutorialまたはThe Theory
  - Solatorobo それからCODAへ presents ソラジオ（2010年8月6日 - 2011年2月11日）
  - CAPCOM presents ASURA'SWRATH 怒怒ラジ（2011年12月2日 - 23日、2012年2月17・24日）
  - 三菱ディスプレイ presents The Terget（2012年6月1日 - 29日）
  - 22:20 アクワイア presents まさやと（アシスタント名）の○○モノ。（2012年7月4日 - 27日）
  - MIND≒0 マインドおさわがせします（2013年7月26日 - 8月2日）
- 22:241 The Tune
- 22:261 The Theme（特集コーナー）

1「○○モノ。」放送期間中：「The Tune」6分繰り下げ、「The Theme」9分短縮
- 22:50 The Trailer
- 22:55 GTバトル 結果発表
- 22:57 エンディング・次週の特集予告・次週のアシスタントの告知
- 22:58.40 番組終了

2008年10月10日 - 2010年6月11日
- 22:00 タイトルコール・オープニング・GTバトルのお題発表
- 22:05 改めて挨拶・近況トーク・ふつおたなど
- 22:15 The TutorialまたはThe Theory
  - 2009年5月22日 – 7月17日 The Trial
- 22:20 The Theme（特集コーナー）
- 22:50 The Trailer
- 22:55 GTバトル 結果発表
- 22:57 エンディング・次週の特集予告・次週のアシスタントの告知
- 22:58.40 番組終了

## コーナー
GTバトル
毎回お題を発表。「○○派か××派か?」で生放送中にメールを受付、エンディング前に集計結果を発表している。
The Theory 〜Masaya's labo〜 （ザ・セオリー・マサヤズ・ラボ）
「浜松町電子娯楽学会」を舞台に小野坂カワイイ教授がリスナーから寄せられてゲームに関する質問に対して、独自の理論・学説を発表する形で応えていく。アシスタントは研究員となり、小野坂の理論・学説が理解できるかを「1なるほど」〜「3なるほど」で判定する。「なるほど」の数が貯まれば、昇格することができる。
レッツ!ロールプレイ The Tutorial （ザ・チュートリアル）
毎回、人気ゲームのワンシーンをラジオドラマ風に再現。小野坂と週替わりアシスタントで与えられた課題に生放送で挑戦するコーナー。リスナーからは再現してほしいゲームソフトの作品を募集している。
The Tune （ザ・チューン）
「The Theme」に関連した、ゲームミュージックの曲を紹介する。
The Theme （ザ・テーマ）
番組の中心に当たる特集コーナー。毎週番組独自の視点でゲーム業界・ゲームソフトを斬っている。
特集では、E3や東京ゲームショウといった国内外のゲーム見本市や人気ゲームソフト、ゲームシリーズ、ゲームハードの特集や、ジャンル別・テーマ別のゲーム特集、ゲーム内の要素・事柄を出演者個人に関連させた特集を行うなどで、特集内で必ずしも最新ゲーム情報を伝えているというわけではない。
前半はリスナーから寄せられたテーマメールや情報を紹介し、後半は主に小野坂が特集に関連した体を張った企画に挑戦している。時にはゲームソフト開発者をスタジオに呼ぶこともある。なお、地上波版ではこのダイジェスト版を放送していた。
The Trailer （ザ・トレイラー）
番組が薦める放送週に発売されたゲームソフトを紹介し、その中から小野坂が1つだけ選び自腹でそのゲームソフトを購入、翌週の放送でゲームをプレイした感想や批評を言う。
The Themeで扱い小野坂が興味を持ったゲームも特別にプレイすることもある。
コーナーで購入・プレイしたゲームソフトは小野坂が1年間保管し、年末に放送している「クリスマス リスナー生電話企画」や年始に放送している「GT-Rゲーム大賞」に参加したリスナーにプレイデータをそのままの状態でプレゼントしている。

### 終了したコーナー
いずれも期間限定のスポンサーコーナー
The Trial （ザ・トライアル）
小野坂が「HERO RISING」（ディズニーXDの番宣用ゲーム）を初見で挑戦してもらう。アシスタントと番組スタッフが放送前に練習した上でゲームに挑戦し、はじきだされたスコアをランキングにしており、小野坂はスタッフらが出したスコアのどこに食い込むことができるかを見る。
Solatorobo それからCODAへ presents ソラジオ
2010年10月発売の『solatorobo それからCODAへ』の魅力をGT-R流に紹介する。『solatorobo』公式サイトで新録メッセージを追加した再編集版が配信されている。
ソラジオ Theory
小野坂ソラトロボ教授が、たとえ話を用いながら、ソラトロボの世界観に関する学説を発表する。
ソラジオ Tutorial
ソラトロボの世界観をロールプレイドラマで演じる。
ソラジオ Trial
小野坂がロボに乗り（阿久津・加藤からの邪魔に耐えながら）ソラトロボのクエストに挑戦する。
ソラジオ Drama「誓いのハコブエ Solatorobo それからCODAへ外伝」
ドラゴンマガジンに連載中の「レッドデータ・チルドレン Solatorobo外伝」を原作とした、オリジナルラジオドラマ。出演はゲームでも声優を務めたレッド・サハラン役の柿原徹也、エル・メリゼ役の後藤沙緒里の他、小野坂もレッドの師匠カーマイン役、加藤もレッドのかつての幼馴染みロゼ役で参加している。
ソラジオ Quest
ソラトロボの様々な要素に注目し、その要素にちなんだクエストに挑戦する。
ソラジオ Review
リスナーやスタッフからのソラトロボのプレイレポートを紹介。さらにGT-R流のソラトロボCMを発表し、CMの出来を発表する。レポート採用者にはサイン入りフリーペーパー『ソラシド♪』が贈られる。
CAPCOM presents ASURA'S WRATH 怒怒ラジ
2012年2月発売のPS3/Xbox 360用「ASURA'S WRATH」の魅力を紹介する。コーナー名はアスラの原動力である「怒り」にちなむ。コーナーはゲーム本編と同じく、サブタイトル→Aパート「ASURA'S WRATH 最新情報」→アイキャッチ→Bパート「怒りのTutorial」、エンディング→次回予告で構成している。怒りのTutorialでは、ゲーム中のアスラの怒りを、ゲーム場面の再現や、ニコニコ動画で展開中の連動企画を通して再現する。コーナーは12月中の計4回と，発売近辺の2月17・24日の計2回に放送。この模様は、1週間後にニコニコ動画で再配信される。
三菱ディスプレイ presents The Terget（ザ・ターゲット）
三菱ディスプレイ「Diamondcrysta WIDE」の魅力を、ゲームをプレイしながら紹介する。
アクワイヤ presents まさやと（アシスタント名）の○○モノ。
「○○モノ。」に記されたテーマで、アクワイアから発売されるPSP用ゲーム『新・剣と魔法と学園モノ。刻の学園』の最新情報を伝える。
さらに「ととモノ。」魅力を「○○モノ。」を使ったチャレンジを通してGT-R流に紹介する。
討鬼伝 モノノフラジオ
2013年6月27日発売のPSP/PS Vita用ゲーム「討鬼伝」の最新情報と魅力を制作スタッフや出演声優の話を交えてGT-R流に伝える。放送終了後、公式ページにて再配信される。
MIND≒0 マインドおさわがせします
2013年8月1日発売のPS VITA用ソフト「MIND≒0」の魅力をに伝える。コーナーゲストとして、「MIND≒0」出演声優を迎える

### AMspecのコーナー
The Theater〜僕らが愛したキャラクター
2009年4月12日放送分まで。毎週テーマを設けて、リスナーからゲームキャラクターへの思いが綴られた手紙を読む。

## 各コーナーで取り上げたテーマ、ゲーム

### 2014年
|         | 放送日  | The Theme                                    | The Tutorial                                    | The Trailer                                             |
| ------- | ------- | -------------------------------------------- | ----------------------------------------------- | ------------------------------------------------------- |
| 第273回 | 1月3日  | 謹賀新年!GTR女子会                           | ファイナルファンタジーX-2                       | -                                                       |
| 第274回 | 1月10日 | ウマい!午年ゲーム自慢!                       | ビートマニア                                    | -                                                       |
| 第275回 | 1月17日 | 賛否両論!QTEはお好き?                        | -                                               | Borderlands 2 Game of The Year Edition                  |
| 第276回 | 1月24日 | 史上最強のゲームクイズ王決定戦               | -                                               | うた組み575                                             |
| 第277回 | 1月31日 | 拡張せよ!ARで遊ぼう                          | ハイパーオリンピック                            | ディアブロ3                                             |
| 第278回 | 2月7日  | 眠れるお宝!プレミアゲーム                    | ピクミン                                        | 大戦略PERFECT〜戦場の覇者〜                             |
| 第279回 | 2月14日 | バレンタイン特別企画!スィートボイスNO1決定戦 | -                                               | ドンキーコング トロピカルフリーズ                       |
| 第280回 | 2月21日 | 世界が一つになる!プレイステーション4大研究!  | -                                               | KNACK                                                   |
| 第281回 | 2月28日 | 新たなる物語!スピンオフゲーム                | グランツーリスモ                                | 影牢 〜ダークサイド プリンセス〜                        |
| 第282回 | 3月7日  | My Graduation!卒業したいプレイ               | 卒業                                            | SOUL SACRIFICE DELTA                                    |
| 第283回 | 3月14日 | ホワイトデー特別企画!クールボイスNO1決定戦   | -                                               | DARK SOULS II                                           |
| 第284回 | 3月21日 | ニッポンの魂!ゲームクールジャパン            | -                                               | METAL GEAR SOLID V GROUND ZEROES                        |
| 第285回 | 3月28日 | ゲームはどうなる?消費税!                     | THE 大美人                                      | YAIBA:NINJA GAIDEN Z                                    |
| 第286回 | 4月4日  | 一緒にプレイ?対戦VS協力                      | 熱血高校ドッジボール部                          | NAtURAL DOCtRINE                                        |
| 第287回 | 4月11日 | 勝利をつかめ!ゲームのWINING!                 | -                                               | ファイナルファンタジーXIV: 新生エオルゼア（PS4版）      |
| 第288回 | 4月18日 | 春眠暁を覚えず?SLEEPING IN MY GAME!          | -                                               | 名探偵コナン ファントム狂詩曲                           |
| 第289回 | 4月25日 | ゲームケータイ大喜利!黄金編!                 | -                                               | -                                                       |
| 第290回 | 5月2日  | 黄昏の季節。ゲーム○○ロス                     | デビルメイクライ                                | マリオゴルフ ワールドツアー                             |
| 第291回 | 5月9日  | 嗚呼!素晴らしき猿の世界!                     | ドラゴンボール 神龍の謎                         | -                                                       |
| 第292回 | 5月16日 | 僕たちはBOYだった…ゲームボーイ回想録!        | -                                               | 限界凸記モエロククロニクル                              |
| 第293回 | 5月23日 | 徹底調査!ゲームキャラ体力測定                | -                                               | To LOVEる-とらぶる- ダークネス バトルエクスタシー       |
| 第294回 | 5月30日 | ゲーム・環境問題サミット                     | ガイア幻想紀                                    | -                                                       |
| 第295回 | 6月6日  | ゲームベストイレブン・大選考会!              | カエルの為に鐘は鳴る                            | Wolfenstein: The New Order                              |
| 第296回 | 6月13日 | GTR・E3の果てまでいってQ                     | -                                               | ONE PIECE UNLIMITED WORLD R（PS VITA版）                |
| 第297回 | 6月20日 | 報道スペシャル!ゲーム難民を救え!             | -                                               | CV 〜キャスティングボイス〜                             |
| 第298回 | 6月27日 | ちょっとだけよ!体験版でおためし              | トバルNo.1                                      | ガールズ&パンツァー 戦車道、極めます!                   |
| 第299回 | 7月4日  | 名作まであと一歩!おしい!ゲーム               | サンサーラ・ナーガ                              | FREEDOM WARS フリーダムウォーズ                         |
| 第300回 | 7月11日 | 祝300回!GT—R大体験会!                        | -                                               | 妖怪ウォッチ2 元祖/本家                                 |
| 第301回 | 7月18日 | Sing a Song!ゲーム歌広場!                    | -                                               | 俺の屍を越えてゆけ2                                     |
| 第302回 | 7月25日 | 緊急事態!状態異常に気をつけろ!               | -                                               | WRC 4 FIA ワールドラリーチャンピオンシップ（PS VITA版） |
| 第303回 | 8月1日  | 8-1!ゲームラストステージ                     | ファイナルファンタジーⅩ                         | トーマスとあそんでおぼえる ことばとかずとABC            |
| 第304回 | 8月8日  | お盆だよ!ゲームで遊ぼう!                     | 夢工場ドキドキパニック                          | ウルトラストリートファイターIV                          |
| 第305回 | 8月15日 | ゲームケータイ大喜利!ジェンガ編!             | -                                               | ゼルダ無双                                              |
| 第306回 | 8月22日 | お助けキャラ列伝!助!                         | -                                               | World of Tanks:Xbox 360 Edition                         |
| 第307回 | 8月29日 | 史上最大!最終回直前!GT-R横断ウルトラクイズ   | -                                               | 討鬼伝 極                                               |
| 第308回 | 9月5日  | ダボハゼ記念 GTRリアル脱出ゲーム・リベンジ!  | -                                               | ぼくは航空管制官 3DS エアポートヒーロー3D               |
| 第309回 | 9月12日 | GTRプレゼンツ!ゲームのセリフ・世界遺産       | -                                               | 大乱闘スマッシュブラザーズ for Nintendo 3DS             |
| 第310回 | 9月19日 | 変わるかな? GTR in 東京ゲームショウ2014      | 懐かしのゲームハードが語る ゲーム業界の未来2014 | -                                                       |
| 第311回 | 9月26日 | W特集!小野坂サンタ VS ゲーム大賞             | -                                               | これからプレイしたいゲーム：ガンダムブレイカー2         |
| 第312回 | 10月3日 | リスナー大集合! Forever GT-R                 | 真実のコイン 3人の本音                          | -                                                       |

### The Theoryで取り上げたゲーム・研究テーマ

#### 2014年
| 放送回  | 放送日  | The Theory                                                           | 発表終了時点の 小野坂のランク |
| ------- | ------- | -------------------------------------------------------------------- | ----------------------------- |
| 第275回 | 1月17日 | なぜQTEは時間をじらさせるのか                                        | カワイイ教授                  |
| 第279回 | 2月14日 | 宿屋で勇者とお姫様が遊ぶことができるゲームについての研究             | カワイイ教授                  |
| 第280回 | 2月21日 | ゲーム業界の統一に想定される困難の考察                               | カワイイ教授                  |
| 第283回 | 3月14日 | ゲームにおける死亡フラグと結婚生活における現実に関する研究           | カワイイ教授                  |
| 第284回 | 3月21日 | 日本と海外のセーブにおける今こそ耳を傾けるべき問題                   | カワイイ教授                  |
| 第287回 | 4月11日 | ゲームにおける勝利のポーズとキャラクターのお財布事情に関する研究     | カワイイ教授                  |
| 第288回 | 4月18日 | 睡眠魔法と幼き日の記憶に関する考察                                   | カワイイ教授                  |
| 第292回 | 5月16日 | 世界の阿久津教授「もしも25年前にゲームガールが発売していたらの考察」 | カワイイ教授                  |
| 第293回 | 5月23日 | ゲームキャラのスタイルと終わりなき議論に関する考察                   | カワイイ教授                  |
| 第296回 | 6月13日 | 犬の習性とRPGキャラクターの一致性に関する考察                        | カワイイ教授                  |
| 第297回 | 6月20日 | 過剰在庫とポンコツ探偵の推理と現実の違いに関する研究                 | カワイイ教授                  |
| 第301回 | 7月18日 | ゲームの歌と売れないミュージシャンの特性についての研究               | カワイイ教授                  |
| 第302回 | 7月25日 | 呪いの多様性とそのメカニズムに関する研究                             | カワイイ教授                  |
| 第306回 | 8月22日 | 助っ人キャラと人が織りなすまたとない効果の研究                       | カワイイ教授                  |
| 第309回 | 9月12日 | どうして教授はゲームの学説を発表していたのですか?                    | カワイイ教授                  |

## ゲスト
2008年
- 第2回（10月17日） 寺田貴信
- 第7回（11月21日） 田中快（バンダイナムコゲームス）、広野啓（バンダイナムコゲームス、「機動戦士ガンダム ガンダムVS.ガンダム」プロデューサー）
- 第10回（12月12日） 長谷川明子、沼倉愛美、原由実（「THE IDOLM@STER SP」961プロ）

2009年
- 第20回（2月20日） 櫻井孝宏
- 第21回（2月27日） 名越稔洋
- 第26回（4月3日） 申敏秀（「リネージュII」日本開発コーディネーター）、田邊裕貴（エヌ・シー・ジャパン、「リネージュII」サービスチーム）
- 第28回（4月17日） 櫻井孝宏
- 第29回（4月24日） 朝比奈みくる（後藤邑子）
- 第31回（5月8日） 高橋名人
- 第33回（5月22日） 富田麻帆
- 第36回（6月12日） 明坂聡美
- 第37回（6月19日） 関智一、土屋和弘（カプコン、「Fate/unlimited codes PORTABLE」プロデューサー）
- 第38回（6月26日） 阿久津加菜、原神敬幸（ゼロディブ、「剣と魔法と学園モノ。」プロデューサー）、アイザック（アクワイア）
- 第39回（7月3日） 斎賀みつき - 公開録音
- 第43回（7月31日） 山本雄士（カプコン）
- 第47回（8月28日） 緑川光
- 第50回（9月18日） 田中文啓（バンダイナムコゲームス、「THE IDOLM@STER Dearly Stars」プロデューサー）
- 第51回（9月25日） 田中快、松山洋（サイバーコネクトツー）、寺田貴信、萩原良輔（カプコン）、平田稲穂（アクワイア）
- 第55回（10月23日） 高橋広樹
- 第63回（12月18日） 後藤邑子
- 第64回（12月25日） 鹿野優以 - 電話出演

2010年
- 第72回（2月19日） 置鮎龍太郎
- 第74回（3月5日） 長谷川のび太
- 第75回（3月12日） 富澤祐介（バンダイナムコゲームス、「GOD EATER」プロデューサー）
- 第76回（3月19日） 鯉沼久史（コーエーテクモゲームス、「北斗無双」プロデューサー）
- 第81回（4月23日） 山本さやか（コナミデジタルエンタテインメント）
- 第102回（9月17日） 田中快（「ソラジオ」にも出演）、松山洋（「ソラジオ」にも出演）、萩原良輔、桂毅（コーエーテクモゲームス）、佐藤（コナミデジタルエンタテインメント）
- 第108回（10月29日） 柿原徹也、後藤沙緒里、松山洋
- 第112回（11月26日） 巽重夫（日本マイクロソフト）
- 第115回（12月17日） 山本さやか

2011年
- 第119回（1月14日） 緑川光 - 小野坂のピンチヒッター
- 第120回（1月21日） 辻本良三（カプコン、「モンスターハンターシリーズ」プロデューサー）、萩原良輔
- 第121回（1月28日） 緑川光 - 小野坂のピンチヒッター
- 第123回（2月11日） 田中快、松山洋
- 第141回（6月24日） 巽重夫
- 第146回（7月29日） 緑川光
- 第153回（9月16日） 桂毅、松山洋、土屋和弘（「ASURA'S WRATH」プロデューサー）、萩原良輔、山宮友美（コナミデジタルエンタテインメント）、田中快 - VTR出演
- 第154回（9月23日） 植田佳奈、小西克幸 - 公開録音
- 第157回（10月14日） 河野一聡（「ACE COMBAT ASSAULT HOLIZON」プロデューサー）、田中快
- 第160回（11月4日） 山本さやか

2012年
- 第176回（2月24日） 安元洋貴、土屋和弘、松山洋
- 第181回（3月30日） 阿久津加菜、加隈亜衣、土屋暁（ガスト、「シェルノサージュ〜失われた星へ捧ぐ詩〜」ディレクター）
- 第182回（4月6日） 三上枝織、澤田剛（セガ、「シャイニング・ブレイド」プロデューサー）
- 第183回（4月13日） 田邊裕貴、青木淳（エヌ・シー・ジャパン）
- 第197回（7月20日） 佐藤聡美
- 第198回（7月27日） 中村信彦（アクワイヤ、○○モノ。に出演）
- 第206回（9月21日） 桂毅、山宮友美、清野健太（バンダイナムコゲームス）、松山洋
- 第216回（11月30日） 寺田貴信
- 第218回（12月14日） 小西克幸、桂毅
- 第220回（12月28日） ふわのつぼみ（二代目ゲームマスター） - 小野坂のピンチヒッター（アシスタントとして）

2013年
- 第225回（2月1日） 緑川光 - 小野坂のピンチヒッター
- 第226回（2月8日） 長谷川のび太
- 第227回（2月15日） 山宮友美
- 第243回（6月7日） 桂毅 （コーエーテクモゲームス、「モノノフラジオ」に出演）
- 第244回（6月14日）小笠原賢一（コーエーテクモゲームス「討鬼伝」プロデューサー、「モノノフラジオ」に出演）
- 第246回（6月28日）野中藍、桂毅（コーエーテクモゲームス、「モノノフラジオ」に出演）
- 第250回（7月26日）中村悠一
- 第251回（8月2日）野水いおり
- 第254回（8月23日）砂山圭大郎（文化放送アナウンサー）
- 第257回（9月13日）菅沼久義 - 小野坂のピンチヒッター
- 第258回（9月20日）萩原良輔、桂毅、 富澤祐介、山宮友美
- 第261回（10月11日）佐藤聡美（飛び入り）、阿久津加菜（電話出演）

2014年
- 第273回（1月3日）鹿野優以
- 第276回（1月24日）長谷川のび太
- 第279回（2月14日）佐藤聡美（飛び入り）
- 第289回（4月25日）菅沼久義 - 小野坂のピンチヒッター
- 第294回（5月30日）置鮎龍太郎 - 小野坂のピンチヒッター
- 第307回（8月29日）砂山圭大郎
- 第310回（9月19日） - 桂毅、山宮知子、 富澤祐介
- 第312回（10月3日） - 緑川光、高橋和也 、荻原周平、太田尾和也、櫻井孝宏、長濱貴一（以上、メッセージ出演）

## 番組のエピソード
- 小野坂昌也による週替わりアシスタントへの扱いの違いが顕著であり、加藤英美里の回はあまりにデレデレするためリスナーのメールでデレ回と称されたことがある。対して、阿久津加菜の回では阿久津が加藤との扱いの違いに不平不満を言う場面がある。最近では、小野坂は「加藤担当回の『小野坂昌也』と阿久津担当回の『小野坂昌也』は別人」と語っており、阿久津担当回に加藤担当回の『小野坂昌也』について、言い訳することがある。また、小野坂は加藤が阿久津担当回を見ることはいいが、阿久津には加藤担当回を見てほしくないという旨の発言もしている。
  - 小野坂は加藤との距離は近いと思っていたが、9月3日放送分終了後、加藤を餃子スタジアムに誘ったところ、加藤に「みんなで行こう」と言われ、小野坂は一週間落ち込み、思っていたよりも加藤との距離は離れていたと2010年9月10日放送分で語った。
- 放送分によっては一部のコーナーがカットされて放送される場合もある。
- 2008年10月31日デジタル生放送分の地上波版放送予定日の11月2日と同年11月7日デジタル生放送分の地上波版放送予定日の11月9日は第7戦までもつれ込んだプロ野球日本シリーズ中継延長のため2週続けて休止となったため、地上波版2週連続休止明けの同年11月16日地上波放送で小野坂が落ち込む場面があった（両方とも21:20までに試合終了できず、なおかつ第2戦は全国放送だったためといわれている。）。
- この番組はゲームを楽しむラジオなので、あくまでも声優のゲストは呼ばない方向でいたが、2008年12月12日デジタル生放送分で崩れてしまった。
- 番組開始当初番宣CMで「スポンサー募集中!!」と言っているように、他社とのタイアップを希望している。放送期間全体として、ノンスポンサー期間が多いが、期間限定でディズニーXD（「HERO RISING」名義）、バンダイナムコゲームス（「Solatorobo それからCODAへ」発売元）、CAPCOM（「ASURA'S WRATH」発売元）、コーエーテクモゲームス（「討鬼伝」発売元）のタイアップコーナーを放送していた。2011年9月 - 10月には、番組初のCM、提供クレジット付のタイアップとして、三菱電機（「三菱液晶ディスプレイ」名義）がスポンサーについていた。
- 2009年8月30日地上波放送分は、文化放送での衆議院選挙開票特別番組「政権選択選挙SPECIAL〜決戦480議席〜」放送のため、7時間繰り下げの28:30 - 29:00（2009年8月31日 4:30 - 5:00）に放送された。
- 2009年9月25日デジタル生放送分および同年9月27日地上波放送分は浜松町の文化放送第8スタジオを飛び出してbayfmから生放送&収録を行った（動画配信はbayfmのスタジオにカメラを2台設置して放送していた。）。なお、The themeの東京ゲームショウ2009特集は、東京ゲームショウが地上波放送時点ではすでに終了していたため、地上波版では一切流れず、代わりに、地上波放送分向けに収録したThe Tutorialを放送した。
- 2009年12月25日デジタル生放送分では、クリスマス当日ということもあり、番組ディレクター佐々木が彼女の「かなさん」をスタジオに連れてきていた（番組中、彼女の「かなさん」にキュー出しをさせた場面もあった。）。佐々木Dの彼女が阿久津と同名の「かな」ということで、アシスタント週ではない阿久津が彼女見たさにスタジオを訪れていた（ギャラの問題上、番組出演はできないため、サブからスケッチブックを使って会話していた。）。また、この日行っていた生電話企画では一般リスナー参加者にまじって鹿野優以が「ラジオネーム　もち」名義で出演していた。
- 2010年1月22日デジタル生放送分および同年1月24日地上波放送分は、加藤アシスタント回であったが、小野坂がのどを痛め、声が出なくなったため、ピンチヒッターとして急遽阿久津も出演した。小野坂が進行する予定だった箇所は、すべて阿久津による代読がされたり、一部構成が変更するなどしたが、放送中の小野坂はかすかに出る声を出したり、ホワイトボードを使って会話していた。
- 2010年4月9日と4月16日のデジタル生放送分は通常放送している浜松町の文化放送第8スタジオが「神谷浩史のSay!you young」&「田村ゆかりのSay!you young」の打ち合わせや準備の関係でスタジオ使用の許可が取れず、2週続けて12階のメディアプラスホールでの生放送だった。この2回の放送分では、小野坂自身がパーソナリティを担当した4月6日深夜生放送の「小野坂昌也のSay!you young」の放送直後ということもあり、9日生放送分では番組内容についてコメントと謝罪、16日生放送分では加藤からの感想がそれぞれあった。
- 2010年4月30日放送分では、前週4月23日放送分の「GTバトル『潜入してほしいのはどっち?』」の結果を反映してサブ作家坂本のお見合いパーティ潜入リポートを放送した。リポートを聞いて小野は、リポーターとして潜入したのにもかかわらず、本気で挑まなかった坂本に説教した。さらに「The Theory」では、坂本からの「現実にフラグはあるか」という質問に対して、小野坂がサブ作家小原の「女性目線からのフラグの立て方」の研究発表を報告した（小原が判定を担当しているため、このときは自己判定する形となり、ポイントも小原に入った）。
- 2010年6月4日放送分では「GTバトル『GTR特製防水ケース』、ぶっちゃけ欲しい？」募集時、リスナーの状況を判断するため、住所を書いてきてほしいと呼びかけていた。しかし、住所を書かないリスナーが多く、小野坂がメッセージ紹介時、住所を書いていないリスナーの本名を明かそうとしたり、阿久津が「The Theme」で間違えて本名を言ってしまうことがあった。また、「The Theme」で行った小野坂が給湯室での防水実験企画では、防水ゲームケースをつけたPSPを水に沈めながら、アナログスティックが滑らない方法をためした。この2つのことについてリスナーに誤解を与えないよう、番組最後とブログで「番組で使った個人情報の扱い」と「PSPはスタッフの私物で破損したものを使用したこと」についての説明がされた（後者はブログのみ）。
- 2010年6月11日放送分のThe Theoryでは、小野坂の研究発表のオチとして、「マグロ」のポーズをさせようとした。しかし、これに対し、小野坂は激怒し、ポーズすることを拒んだ。
- 2010年6月18日放送分では、阿久津が前週の加藤との幸せわせそうな様子を検証、小野坂を問いただしたが、阿久津がメインでチャレンジを行った「The Theme」では、小野坂が阿久津の秘蔵写真を見せつけ、阿久津に対して「反撃」した。
- 2010年7月30日放送分では、阿久津担当回であったが、小野坂がドイツ出張で不在だったため、ピンチヒッターで加藤も出演。フリートークでは番組開始当初と現在の小野坂の印象が語られたほか、「The Tutorial」では、前週の小野坂の様子を取り上げながら、『GTR特製防水ケース』の宣伝を行った。また、「The Theme」には、小野坂がドイツからのskype経由の中継回線で生出演（海外から中継回線による番組出演は、地上デジタル音声放送番組で初めてのこと）、企画に参加した。さらに「The Trailer」では、8月からの「Solatorobo それからCODAへ」のコーナー開始、これに伴い、発売元である、バンダイナムコゲームスがスポンサーにつくことが発表された。
- 2010年8月27日放送分は、この日の長時間ゲーム特集にちなんで構成作家の坂本が魔界村の長時間プレイに挑んだ。翌日放送される「24時間テレビ33 「愛は地球を救う」」の企画を模して、小野坂と阿久津は、マラソン態勢でプレイする坂本への歌による応援や、ラジオドラマ（ハンディキャップを持った方の物語を模したもの）を行った。坂本の長時間プレイは最終的に時間内クリアはできず（一部面はプレイされず、1面と7面のみプレイ）、スケッチブックで「全面クリア」したということにし、マラソンのゴールを模した演出で締めくくった。最後には、募金告知を模して、『GTR特製防水ケース』の宣伝を行ったが、一方で、カプコンからの「魔界村騎士列伝II」を告知を行った。
- 放送100回を迎えた2010年9月3日放送分では、加藤担当回であったが、阿久津が小野坂には内緒でスタジオの外から加藤との様子をオーディオコメンタリー風に観察していた。特集で密着度が高いゲームに挑戦し、デレる小野坂を見て、阿久津は不平不満を言い、終盤ではスタジオに突入、小野坂を問いただした。また。阿久津から、東京ゲームショウ2010特集で、2年連続でBayFMからの生放送を実施することが発表された。
- 2010年9月10日放送分の特集では、小野坂が阿久津のヌード風イラストを出し「ヌードット絵職人」と落した。これに対し阿久津は激怒した。また、GTバトル「ラケットとアフロ、モノボケでどっと笑いが取れるのはどっち?」で得票数の多かったラケットを使ったモノボケをエンディングで披露する予定であったが、時間がなく、番組内ですることはできなかった。
- 2011年1月14日放送分では小野坂が体調不良で欠席したため、ピンチヒッターとして小野坂と同じ事務所の緑川光が担当。乙女ゲーム声優でもある緑川が、乙女ゲーム好きの阿久津担当回に出演したこの回は、阿久津曰く「阿久津さんデレ回」となり、緑川とのゲームや、緑川によるセリフで、阿久津は終始興奮状態であった。
  - さらに、翌々週2011年1月28日放送分では小野坂がインフルエンザになったため、ピンチヒッターをアシスタントの加藤と共に緑川が再び務めた。この日の放送では、「ソラジオ」の最終回と開発元・販売元の方をゲストに迎えてのソラトロボ関連特集を放送し、「Solatorobo それからCODAへ」のタイアップ企画がすべて終了する予定だったが、番組内容を大幅に変更して放送した（「ソラジオ」は予定通りこの日で一旦終了。2週間後の2月11日放送分で、「ソラジオ」最終回に当たる「特別編」と関連特集を放送。）。
- 2011年2月25日放送分では翌日に発売されるニンテンドー3DS特集では、サブ作家坂本による秋葉原の店頭中継が行われた。中継では、3DS目当てで並ぶ人の様子を報告したが、小野坂と阿久津は半信半疑のリアクションであった。また、特集で人文字に挑戦した際、阿久津のパンツが見えるハプニングが発生した。
- 2011年4月より、手前番組に小野坂と同じ青二プロダクション所属の佐藤聡美がパーソナリティを務める生放送番組「ラジオ☆聡美はっけん伝!」が開始したのに伴い、当番組で、「聡美はっけん伝!」の内容をネタにすることがある。また、番組冒頭やリスナーからの挨拶では、「聡美はっけん伝!」での挨拶「こんばんしゅがぁ!」等が流用されることがある。
  - 「聡美はっけん伝!」初回放送があった2011年4月8日放送分では本番組直後に放送された「田村ゆかりのSay!you young」の打ち合わせや準備の関係でスタジオ使用の許可が取れず、12階のメディアプラスホールでの生放送となり、放送映像の確認が取れなかったため、「『聡美はっけん伝!』直後に本番組が放送されていないのではないか」と疑う場面がみられ、それ以降もGT-Rのリスナー層である10代男子のうち、佐藤ファンの男子リスナーが、「聡美はっけん伝!」のついでに本番組を聞いているのではないかというコメントをしていた。

### 聴取率調査についてのエピソード
- 2008年11月14日デジタル生放送分で同年10月26日デジタル生放送分の地上波放送で20代男子の聴取率が全局トップを記録したと発言、しかし女子の聴取率は※（どの層かは明言せず）であった。
- 2008年12月12日デジタル生放送分の地上波放送で10代男子(1.2%）、20代男子(1.8%)、60代女子(1.3%)の聴取率1位に輝き、30代女子(0.3%)に於いても1位タイだったと2009年1月16日デジタル生放送分番組内で発言。60代女子に至ってはNHK、TBSを抑えて全局TOPであった。しかし、10代女子、20代女子のどちらかは※であった。
- 2009年2月20日デジタル生放送分の地上波放送において10代男子、20代男子、10－20代男女の聴取率が全局トップ、60代女子が4位だったと2009年3月15日地上波放送で発言。女子の聴取率がとれないことに関して小野坂は「（ゲストで来ていた）櫻井くんがカレーをうまそうに食わないから悪いんだよ」と述べ、「おいしいカレーを食べるってラジオにしようよ」と締めくくった。
- 2009年5月17日地上波放送にて4月の聴取率調査の結果が発表された。結果は2009年4月17日デジタル生放送分の地上波放送は20代男子、20代女子、40代女子で全局トップ、2009年4月24日デジタル生放送分の地上波放送は10代女子、40代男子、50代男子、60代女子で全局トップだった。
- 2009年7月12日地上波放送にて6月の聴取率調査の結果が発表された。6月の聴取率調査は6月14日地上波放送と同21日地上波放送にて行われ、結果は20代男子単独1位、10代女子1位タイ、60代女子3位タイ、60代男子単独3位だった。総合順位に関してはスタッフから「特に調べるあれでもない」と言われ、語られることはなかった。
- 2009年9月20日地上波放送にて8月の聴取率調査の結果が発表されたが、2週目に当たる8月30日の深夜（明けて8月31日の早朝）の結果は他局の一部（TBSラジオ）が明けて翌日（調査対象外）の早朝番組を放送していたり、NHKが「選挙開票速報」を放送していたため、スタッフから、「データがない。」と言われ、語られることはなかった。
- 2009年11月15日地上波放送にて10月の聴取率調査の結果が発表された。番組的には女性層リスナーの新規開拓を目指して高橋広樹をゲストに呼ぶなどした放送分だったが、結果は女子10代が単独1位で女子の20代以上は※（前回、前々回、その前の聴取率調査回で獲得した60代女子も今回は※）で、男子は10代が2位タイ、20代が単独トップ、30代がトップタイ、50代が4位タイ、60代が3位タイという結果だった。この結果を見て小野坂は「10代の男女を抑えたことと、総合で民放トップを取れたことは大きい。」と番組内で発言していたが、20歳以上の女子リスナーを獲得できなかった原因については語られることがなかった。
- 2010年1月17日地上波放送にて2009年12月の聴取率調査の結果が発表されたが、8月・10月の調査結果に比べてポイントを落とす結果となった。唯一ポイントが上がったのは20代男子の全局トップ、30代が2位と60代女子の3位のみで、総合でも3位だった。あまりにも低い結果に終わったのを受けてこの日のエンディング以降地上波版は喋り方を変えて締めるように演出を変更している。
- 2010年3月14日地上波放送にて2010年2月の聴取率調査の結果が発表された。前々回同様、女性層リスナーの新規開拓を目指し置鮎龍太郎をゲストに呼ぶなどした回であったが、結果は女子が10代と20代で単独1位、40代で単独2位、50代で単独1位となった（30代と60代に関しては触れられず）。これに対し、男子は10代で1位タイ、20代と30代で単独1位、40代で単独2位という結果であった（50代と60代については触れられず）。特に20代では前回・前々回に続いて全局トップ（2位に2倍以上の差）となり、圧倒的な強さを見せつけた一方、唯一の課題であった20代女子でトップに立った事で、番組本来の目的を達する事となった。しかし、聴取率調査の発表が終わった直後、小野坂の口から「AMspecの放送が2010年4月4日を以て終了する」という旨の告知があった。AMspec終了の原因については、番組スポンサーが付かなかった（小野坂談）との事だが、詳しい原因については言及を避けている。

## 公開イベント
- A&G GAME MASTER GT-R AFspec（公開生放送、2009年3月20日、東京ビッグサイト東京国際アニメフェア2009 文化放送ブース）
- A&G GAME MASTER GT-R（公開録音、2009年6月27日、文化放送メディアプラスホール）
- 超!A&G+年越しスペシャル A&G TOSHIKOSHI MASTER GT-R（公開生放送、2010年12月31日-2011年1月1日、文化放送メディアプラスホール）
- 三菱ディスプレイ presents A&G GAME MASTER GT-R（公開録音、2011年9月16日、文化放送メディアプラスホール）

## 特別番組

### 2010年年越し特番「A&G TOSHIKOSHI MASTER GT-R」
超!A&G+年越しスペシャル A&G TOSHIKOSHI MASTER GT-R（ちょうエーアンドジープラスとしこしすぺしゃる エーアンドジー トシコシマスター ジーティーアール）は、2010年12月31日から2011年1月1日にかけて超!A&G+で放送された年末年始特番である。
1つの番組が主幹となっての年末年始特番としては、超!A&G+初の放送となり、途中、通常編成放送（時間繰り下げ番組あり）による中断をはさむ3部構成で実施。第1部は、GT-Rの通常放送、第2部、第3部は、リスナーを交えての公開生放送を行った。。第3部のみNTTカードソリューション提供。
旧年と新年の十二支にちなみ、「GT-R」は「Go Tiger（寅） Rabbit（卯）」の略とされた。

#### 番組構成
第1部「A&G GAME MASTER GT-R『輝く!第3回 GT-Rゲーム大賞』」
2010年12月31日 22:00 - 23:00 （リピート放送: 2011年1月1日 15:00 - 16:00、1月3日 10:00 - 11:00）
レギュラー放送枠での生放送。アシスタントは2人とも登場。
第2部「カウントダウン放送」
2010年12月31日 23:30 - 2010年1月1日 0:30
文化放送メディアプラスホールからの公開生放送。小野坂はAT-Xでの年越し生特番のために欠席。ゲストに日笠陽子と明坂聡美を迎えて4人で年越しカウントダウンをし、トークや「ゲーム初め」と題した、ゲーム大会を行った。
第3部「大ゲーム大会」
2011年1月1日 1:30 - 4:00
引き続き、文化放送メディアプラスホールからの公開生放送。
引き続きトークやゲーム大会。途中から、AT-X帰還した小野坂も合流し、Kinectを使ったゲームをした。

#### 出演者
メインパーソナリティ
- 小野坂昌也（第1部・第3部）
- 加藤英美里
- 阿久津加菜

中継担当「ラビット隊」
- 田中真奈美
- 坂本耕一（GT-Rサブ作家）

NTTカードソリューションからのお知らせ 担当
- 番井奈歩（第3部）

ゲスト
- 日笠陽子（第2部・第3部）
- 明坂聡美（第2部・第3部）